# Fołkiści
Fołkiści, również ludowcy lub Żydowskie Stronnictwo Ludowe (jid. ‏ייִדישע פֿאָלקספּאַרטײַ‎, Jidisze folkspartaj; popularnie: פֿאָלקיסטן, Folkistn) – żydowski ruch polityczny, działający na początku XX wieku w rosyjskiej strefie osiedlenia, a później na terenach Królestwa Polskiego i (po I wojnie światowej) w II RP oraz krajach bałtyckich.
Jednym ze współtwórców ruchu był Szymon Dubnow, który stworzył program żydowskiego autonomizmu. Zakładał on konieczność pozostania Żydów w krajach zamieszkiwanych przez diasporę. Fołkiści uważali siebie za autochtonów i osobną narodowość. Propagowali tworzenie świeckich gmin, w których władze miały być wybierane w sposób demokratyczny. Zwierzchność nad nimi miała sprawować Rada Narodowa, reprezentująca wobec władz danego państwa wszystkich Żydów zamieszkujących jego terytorium. Rosyjscy fołkiści pozostawiali swobodę co do wyboru języka, w którym mieliby się porozumiewać w przyszłości Żydzi – ich zdaniem bez znaczenia było to, czy będzie to jidysz, hebrajski czy też język kraju osiedlenia. Odróżniało ich to od fołkistów polskich, kładących duży nacisk na krzewienie języka jidysz.
W 1917, po rewolucji lutowej w Rosji, fołkiści zaczęli działać jako jawna i legalna partia polityczna. Jednocześnie próbowali realizować założenia swojego programu na Ukrainie, która dążyła do niepodległości. Wiązali spore nadzieje z powstającym organizmem państwowym. Jednak z powodu zwalczania przez inne organizacje żydowskie, fołkiści nie weszli do ukraińskiej Rady Narodowej. Po zaprowadzeniu sowieckich porządków, oficjalna działalność organizacji została zakończona. Kontynuowano ją w Polsce (Jidisze Folkspartaj in Pojln) i na Litwie. Stopniowo jednak pojawiały się przesłanki wskazujące na to, że postulaty programowe nie zostaną zrealizowane. Gdy mniej więcej w połowie lat 20. XX wieku okazało się to już pewne (m.in. z powodu antydemokratycznych przewrotów w krajach Europy Środkowej i bałtyckich oraz późniejszemu wzrostowi poziomu antysemityzmu), partia fołkistowska uległa rozbiciu. Wielu jej byłych członków zasiliło organizacje syjonistyczne.